# Lillian Moller Gilbreth
Lillian Moller Gilbreth (Oakland, 24 maggio 1878 – Phoenix, 2 gennaio 1972) è stata un'ingegnera, dirigente d'azienda e psicologa statunitense, considerata una dei pionieri della psicologia del lavoro e delle organizzazioni.

## Biografia
Il suo nome di battesimo era Lillie Evelyne Moller e nacque a Oakland, il 24 maggio 1878, in una famiglia benestante di origine tedesca.
La si può definire la prima pioniera dell'industria e dell'organizzazione. Lei e il marito Frank Gilbreth furono pionieri nel campo dell'ingegneria gestionale. Il suo interesse nella razionalizzazione del tempo, oltre che dei movimenti necessari per compiere una determinata azione, potrebbe esser collegato al fatto stesso che avevano una famiglia tradizionale veramente ampia, come si può anche leggere nei libri Dodici lo chiamano papà e Belles on their Toes, scritti da due dei suoi 12 figli. Alla morte del marito, avvenuta nel 1924, divenne parte attiva nella società di famiglia, che si occupava appunto di consulenze aziendali.

## Premi e riconoscimenti
- Un suo ritatto è presente alla National Portrait Gallery.[2]
- Nel 1921 divenne la prima donna a essere nominata membro della Society of Industrial Engineers.[3]
- Nel 1926 fu, dopo Kate Gleason, la seconda donna a diventare membro della American Society of Mechanical Engineers.[4]
- Nel 1931 riceve dalla Society of Industrial Engineers la medaglia Gilbreth, creata in onore suo e di suo marito.[5]
- Nel 1954 fu la prima donna a ricevere il Washington Award.[6]
- Nel 1966 divenne la prima donna a essere eletta alla National Academy of Engineering.[7]
- Nel 1966 ricevette la medaglia Hoover.[8]
- Nel 1984 la sua memoria venne ricordata con uno stampato del servizio postale statunitense, emesso in suo onore.
- Nel 1995 è stata ammessa alla National Women's Hall of Fame.[9]

## Nella cultura di massa
Hollywood ha dedicato alla storia della sua famiglia il film del 1950 Dodici lo chiamano papà di Walter Lang con Clifton Webb e Myrna Loy.